# Sky (brytyjski zespół muzyczny)
Sky – brytyjska grupa instrumentalna grająca mieszankę rocka progresywnego, soft rocka, jazzu i muzyki poważnej powstała w Londynie w roku 1978 i działająca do 1995. Najbardziej znani członkowie to gitarzysta klasyczny John Williams, basista Herbie Flowers (były członek Blue Mink i T. Rex) i Francis Monkman (jeden z założycieli grupy rockowej Curved Air). Najbardziej znany podwójny album Sky 2, który otrzymał status płyty platynowej zawiera ich interpretację „Toccaty” J.S. Bacha. Jest to największy przebój zespołu i zarazem jedno z najciekawszych adaptacji utworu muzyki klasycznej przez zespół rockowy.

## Członkowie zespołu
- Herbie Flowers – gitara basowa, kontrabas, tuba (1978–1995)
- Tristan Fry – perkusja, instrumenty perkusyjne, trąbka (1978–1995)
- Kevin Peek – gitary (1978–1991)
- John Williams – gitary (1978–1984)
- Francis Monkman – klawesyn, syntezatory, organy, gitary (1978–1980)
- Steve Gray – instrumenty klawiszowe, saksofon (1981–1995, zm. 2008)
- Paul Hart – instrumenty klawiszowe, gitary, mandolina, wiolonczela (1984–1995)
- Richard Durrant – gitary (1992–1995)

## Dyskografia

### Albumy studyjne
- 1979 – Sky
- 1980 – Sky 2
- 1981 – Sky 3
- 1982 – Sky 4 Forthcoming
- 1984 – Cadmium
- 1985 – The Great Balloon Race
- 1987 – Mozart

### Albumy koncertowe
- 1983 – Sky Five Live
- 2001 – Live In Nottingham

### Single
- 1979 – Cannonball/Tristans Magic Garden
- 1979 – Carillon/El Cielo
- 1980 – Toccata/Vivaldi
- 1980 – Toccata/Carillon/Vivaldi/Cannonball
- 1980 – Dies Irae/March To The Scaffold (nagrania nie wydane na żadnym albumie)
- 1981 – Meheeco/Moonroof/Chiropodie No. 1/Westwind
- 1982 – Masquerade/Fantasy
- 1982 – My Giselle/Fantasia
- 1983 – Five Live (Promo)
- 1983 – The Animals Pt. 1/KP II
- 1983 – Troika/Why Don’t We?
- 1984 – Fool On The Hill/The Spirit (nagrania nie wydane na żadnym albumie)
- 1985 – Desperate For Your Love/The Great Balloon Race
- 1985 – Night Sky/KP4
- 1987 – Marriage Of Figaro: Overture/A Musical Joke: Presto
- 1992 – Westway/Toccata/Sarabande (CD Promo)